# Georg von Heineccius
Georg Konstanz Heineccius, seit 1866 von Heineccius, (* 20. September 1840 in Löwenberg in Schlesien; † 24. Dezember 1907 in Wiesbaden) war ein preußischer Generalmajor und Kommandeur des Infanterie-Regiments Graf Schwerin (3. Pommerische) Nr. 14.
Er stammte aus der briefadeligen Familie Heineccius und war der Sohn des 1866 durch König Wilhelm I. in den preußischen Adelsstand erhobenen Oberstleutnants Konstanz von Heineccius, Urenkel von Johann Gottlieb Heineccius. Seine Mutter war Mathilde Gräfin zu Hertzberg (verw. Schippenbeil). Der spätere Generalmajor Benno von Heineccius war sein älterer Bruder. Wie viele seiner Familienmitglieder schlug Georg von Heineccius die Militärlaufbahn ein, aus der er als Generalmajor a. D. in den Ruhestand verabschiedet wurde. Sein Sohn Richard von Heineccius wurde ebenfalls General. General Konstanz von Heineccius war sein Neffe.
Er heiratete am 13. Juli 1868 in Breslau Agnes von Alt-Stutterheim (* 1. Januar 1851). Das Paar hatte mehrere Kinder:
- Gertrud Theone Agnes (* 20. November 1870)
- Hans Erwin (* 13. März 1879)
- Georg Hans Richard (* 23. August 1881; † 13. Dezember 1943)